# 10e régiment de dragons (Autriche-Hongrie)
Pour les articles homonymes, voir 10e régiment.
Cet article concerne le 10e régiment de dragons existant entre 1873 et 1918. Pour le régiment existant entre 1867 et 1873, voir 15e régiment de hussards (Autriche-Hongrie).
Le 10e régiment de dragons, connu à partir de 1888 comme 10e régiment de dragons « prince de Liechtenstein », est une unité de l'Armée commune austro-hongroise. Cette unité est créée en 1631 et est dissoute en 1918.

## Création et différentes dénominations
- 1631 : recrutement de cinq enseignes (en) de dragons[1]
- 1634 : regroupées en un régiment de dragons (Dragoner-Regiment)[1]
- 1775 : devient un régiment de chevaux-légers (Chevaux-legers-Regiment)[1]
- 1798 : devient 12e régiment de dragons légers (leichtes Dragoner-Regiment Nr. 12)[1]
- 1802 : devient 5e régiment de chevaux-légers (Chevaux-legers-Regiment Nr. 5)[1]
- 1851 : devient 9e régiment de ulans (Ulanen-Regiment Nr. 9)[1]
- 1873 : devient 10e régiment de dragons (Dragoner-Regiment Nr. 10)[1]
- 1918 : dissous

## Uniforme

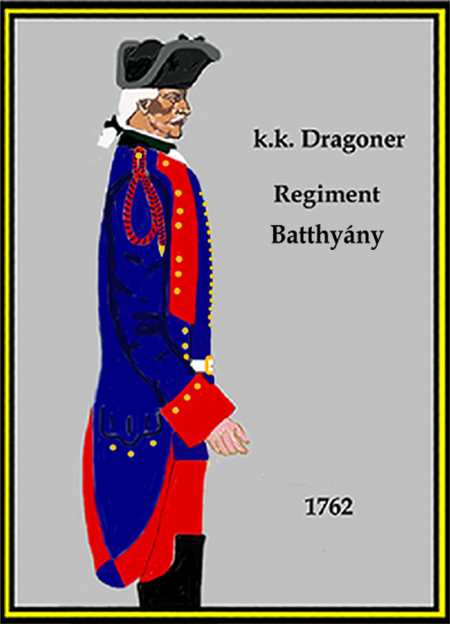
Uniforme du régiment (alors appelé régiment de dragons Batthyány) en 1762.

Le régiment porte au milieu du XVIIIe siècle un uniforme bleu foncé ou bleu-violet avec des boutons jaunes. En 1765, il reçoit officiellement un uniforme commun aux régiments de dragons, veste rouge avec couleur distinctive bleu ciel et des boutons jaunes. En 1767, cet uniforme devient blanc avec la couleur distinctive bleu foncé et des boutons jaunes. Le 12e régiment de dragons légers reçoit en 1798 un uniforme vert foncé avec couleur distinctive bleu ciel et boutons jaunes, couleurs conservées par le 5e chevaux-légers, bien que la couleur de fond de l'uniforme devienne le blanc dès 1801,.
Le 9e régiment de ulans porte la ulanka (de) vert foncé commune aux ulans et se distingue par la couleur blanche de sa chapska et de ses boutons. Entre 1865 et 1867, les ulans reçoivent une nouvelle ulanka, bleu foncé. Devenu 10e régiment de dragons en 1873, le régiment reçoit la couleur distinctive jaune soufre et des boutons jaunes sur la veste bleue des dragons.